# Hinduisme
Hinduisme er en verdensreligion, der har sin oprindelse i Indien. Den er en af verdens ældste religioner, og den har en kompleks og mangfoldig karakter. Den er ikke stiftet af en enkelt person, og den har ingen fælles trosbekendelse, således som det er tilfældet i andre verdensreligioner. I stedet er hinduismen en samling af forskellige religiøse og kulturelle traditioner, der har udviklet sig over flere tusind år. 
I hinduismen har de troende forskellige forestillinger og praksisser. Der er en åben tilgang til spiritualitet, og hinduerne anerkender værdien af en personlig søgen efter sandhed og åndelighed.
Alligevel er der nogle centrale begreber og forestillinger, som går igen i al hinduisme: samsara, reinkarnation, karma, brahman, atman, moksha og samadhi. Se nærmere under "Lære" (nedenfor).
Der er mange guder i hinduismen, men der er en udbredt tendens til at betragte de enkelte guddomme som repræsentanter for eller aspekter af det ene upersonlige guddommelige princip: brahman.
Centralt i hinduismen er endvidere templerne, hvor gudstjenesten foregår, og hvor guderne tilbedes. Hinduistisk tilbedelse involverer ritualer, bønner, ceremonier og pilgrimsrejser til hellige steder.
Hinduismen har over 1 milliard tilhængere, hvoraf omkring 905 millioner bor i Indien. De fleste af de øvrige lever i resten af Syd-og Sydøstasien, men også i Øst- og Sydafrika, på Mauritius og på Caribien. I Europa (især Storbritannien), USA og Canada lever mange hinduer, primært som gamle og nye emigranter fra Indien.
Da hinduismen ikke har en enkelt religionsstifter, er dens forestillingsverden og praksis ikke et sammenhængende system, men snarere en række temaer og praksisser, der er spundet sammen gennem en lang historisk udvikling.

## Historie
I hinduismens ældste periode, den "vediske" periode (ca. 1500 - ca. 500 fvt.), var offeret i centrum. Ved gudsdyrkelsen - kulten - i hjemmene var føde som smør og brød det typiske offer. I den offentlige kult indgik også dyreofre. Den offentlige kult blev varetaget af præsteklassen (brahmanerne, senere betegnet som brahminerne). Offeret var et middel til at vinde gudernes gunst. Man dyrkede mange guder, f.eks. Indra (en krigsgud og en gud for skabelse) og Agni (en gud for ilden).
I perioden 1400-900 fvt. opstod fire tekstsamlinger: Vedaerne. De indeholdt henholdsvis hymner, sange, offerformularer og trylleformularer. De fire tekstsamlinger var: Rigveda, Samaveda, Yajurveda og Atharveda.
Med ekspansionen af den vediske kultur og i sammenhæng med en øget urbanisering og handel opstod der nye strømninger omkring 500 f.Kr. Hinduismen skiftede fokus væk fra ofrene og over mod en Meditativ og asketisk religionsform.
I denne periode opstod traditionen med de hellige mænd (sadhuerne) - en tradition, som stadig lever. De hellige mænd trækker sig tilbage fra det almindelige liv for at leve ensomt og isoleret, ofte i skovene eller i bjergene. De dyrker meditation meditation (yoga), læser de hellige skrifter, besøger templer og hellige steder, og folk går ud til dem for at få råd og vejledning.
Samtidig kom der en tendens til at reducere antallet af guder til ét princip. Polyteisme blev til det upersonlige guddommelige princip brahman. Denne tendens fandt sit stærkeste udtryk i Upanishaderne, en skriftsamling, der blev til over 500 år - fra ca. 700 fvt. til ca. 200 fvt. De mest betydningsfulde upanishader stammer fra ca. 600 fvt. I disse skrifter var der en tydelig tendens til at reducere antallet af guder til ét guddommeligt princip. Centralt i Upanishaderne er netop begrebet brahman, den højeste virkelighed, det guddommelige. Grundtanken er, at hvert enkelt menneske i sin inderste kerne (atman, sjælen) er identisk med brahman. Det store ord i upanishaderne er "Tat tvam asi." (तत्त्वमसि), som er sanskrit for "Dette er du" eller "Du er det".
Både jainisme, buddhisme og yoga (oprindeligt et system af meditationsøvelser, senere tillige en filosofi) opstod i denne periode. Samtidig formuleredes de tidligste forestillinger om genfødsel (reinkarnation), et centralt begreb i hinduismen og buddhismen.
Fra omkring 200 f.Kr. begyndte forestillinger om en frelsende gud at slå igennem i hinduismen. Sammen med de to forudgående perioders vægt på slægten (i den vediske periode) og en stræben efter forløsning (i de asketiske bevægelser) blev denne "teistiske" (gudscentrerede) hinduisme toneangivende.
En central tekst fra denne tid er Bhagavadgita, der er skrevet mellem 400 fvt. og 100 fvt. Skriftet består af en tale af guden Krishna. En hovedtanke i Bhagavadgita er, at mennesket skal udføre sine handlinger uden at begære en løn for dem.
Det var også i denne tid, at det indiske samfunds opsplitning i adskilte erhvervsgrupper blev systematiseret, således som det har fungeret i form af kastesystemet frem til vor tid. Kastesystemet er et hierarkisk samfundssystem, der bygger på en renhedstanke. Den kaste, som man fødes ind i, er bestemmende for ens erhverv, og den øverste kaste (præstekasten) anses for at være rituelt og socialt renere end den næste kaste (krigerkasten), osv. Medlemmerne af de enkelte kaster er undergivet bestemte regler, f.eks. regler for føde og regler for indgåelse af ægteskab. Kastesystemet blev officielt afskaffet med den indiske forfatning fra 1950, men det i realiteten stadig betydning.
Upanishaderne og Bhagavadgita er hinduismens vigtigste helligskrifter. Sammen med opkomsten af disse helligskrifter mistede de mange guder fra den vediske periode meget af deres betydning. I stedet blev de mest betydningsfulde guder nu Vishnu (livgiveren, opretholderen, hjælperen) og Shiva (dødbringeren, ødelæggeren). Shiva ses ofte afbildet som dansende i en kreds af ild på en dæmon). Også Brahma (skaberguden) blev en vigtig gud.
I forbindelse med den gradvise europæiske kolonisering af Indien fra slutningen af 1700-tallet blev hinduismen præget af europæiske ideer. I 1800-tallet og 1900-tallet spillede nyhinduismen en stor rolle. Nyhinduismen forkastede ikke den klassiske hinduisme, men omfortolkede den, så den fik et indhold, der passede bedre til den moderne verden. Blandt andet bredte den ide sig, at alle religioner har en fælles mystisk kerne.
Hinduismen er efter 1980 i stigende grad præget af en politisk hinduisme i Indien med udgangspunkt i hindunationalistiske bevægelser. Disse bevægelser har fokuseret på en konfrontation med den muslimske og (i mindre omfang også den kristne) befolkning i Indien. Visse grupper har også gjort hinduismens globale position til et vigtigt tema.

## Lære

### Dharma
Selv om hinduismen består af forskellige retninger, så er der nogle fællestræk mellem retningerne. Et af disse fællestræk er ideen om dharma - den adfærd, der anses for at være i overensstemmelse med verdens orden. Begrebet dharma dækker over pligter, rettigheder, love, adfærd, dyder og "den rigtige måde at leve på". Dharma er det, som alle eksisterende væsener skal acceptere og respektere for at opretholde harmoni og orden i verden. Det enkelte menneske skal opføre sig i overensstemmelse med sin specielle dharma - sin specielle livsopgave i verden. Dharma er at udfolde sin sande natur, således at man spiller sin særlige rolle i den kosmiske harmoni.
I stedet for "hinduismen" kalder hinduerne ofte deres religion for "sanātana dharma" (på sanskrit: सनातन धर्म), der betyder "den evige lov" eller "den evige orden". Begrebet henviser til hinduismens fælles udgangspunkt på trods af mangfoldigheden.

### Samsara
Samsara er det gentagne kredsløb i den fysiske verden gennem fødsel, død og ny fødsel (reinkarnation). Hinduismen går ud fra, at alle mennesker lever mange gange på jorden, før de opnår den endelige frelse. Ifølge tanken om reinkarnation slutter livet ikke med døden. Ved det fysiske legemes død går sjælen ind i en åndelig verden. Den udødelige sjælskerne (atman) vil derefter på et senere tidspunkt blive genfødt i et nyt legeme (et foster).
Samsara er kendetegnet ved begær. Det er begæret, der holder samsara-kredsløbet i gang, og som binder mennesket til den fysiske verden. Så længe man har et begær, vil man blive genfødt i den lave fysiske verden. Det begær, som hinduismen taler om, er det begær, der er rettet mod det fysiske og det psykiske - fænomenerne i samsara. Det kan f.eks. dreje sig om begær efter penge, rigdom, magt, forlystelser og følelser (både positive og negative følelser). Så længe man har et begær, der er rettet mod noget i den jordiske verden ("et jordisk begær"), vil man blive genfødt i den jordiske verden.

### Karma
Det, at man har et bestemt begær, bevirker, at man handler på en bestemt måde for at tilfredsstille begæret. Begær avler handling. Enhver handling, der er udført på baggrund af et begær, skaber en bestemt karma. Og en bestemt karma skaber en bestemt skæbne.
"Mennesket består af begær; som dets begær er, således er også dets beslutninger; som dets beslutninger er, således handler det; således som det handler, således går det mennesket."

(Brihadaranyaka-upanishad, 4.4.)
"Karma" kan defineres som en energi, der er affødt af en handling, og som får indflydelse på ens skæbne i fremtiden - ofte i et fremtidigt liv. En god handling afføder en god karma, der påvirker ens fremtidige skæbne i en positiv retning: Man får på et tidspunkt i fremtiden en bedre skæbne. En ond handling afføder en dårlig karma, der påvirker ens fremtidige liv i en negativ retning. Virkningen skyldes handlingens iboende kraft.
Når man ved sin handling har skabt en bestemt karma, så klæber denne karma til ens sjæl, indtil den har udløst en bestemt skæbne for en - eventuelt i et fremtidigt liv:
"Alt efter som man handler og optræder, således bliver man født; den, der handlede godt, fødes god; den, der handlede slet, fødes slet; god bliver man ved en god gerning, ond ved en ond gerning."

(Brihadaranyaka-upanishad, 4.4.)
Karma er knyttet til ideen om den moralske verdensorden, dharma, hvor alle handlinger - i overensstemmelse med loven om årsag og virkning - er forudsætningen for en fremtidig genfødsel. Ethvert væsen har sin skæbne på grund af den karma, som det har akkumuleret i tidligere liv.
Karmaloven er loven om årsag og virkning på det åndelige område. Her gælder det, at den, der udløser årsagen, også skal opleve virkningen ("Som du sår, skal du høste"). Alle gerninger har en konsekvens. Hvis man som menneske har optrådt dyrisk (f.eks. ved grådighed eller ved at slå ihjel), kan man i sit næste liv blive genfødt som et dyr. Hvis man tilhører en lav kaste, men har lagt vægt på fromhed og meditation, kan man derimod avancere og måske blive en brahmin (medlem af den øverste kaste) i sit næste liv. Det må dog tilføjes, at forestillingen om, at et menneske kan blive genfødt som et dyr, ikke findes hos moderne hinduer. Et dyr kan derimod godt udvikle sig til at blive et menneske.
En dårlig karma kan blive neutraliseret eller ophævet på forskellige måder; for eksempel ved hengivelse til Gud (bhakti) eller ved at bade i den hellige flod Ganges (som hinduerne tror har en særlig syndsudslettende kraft).
Ligesom hinduerne har hellige steder (f.eks. særlige byer og floder), har de også hellige dyr (f.eks. køer og aber), som de behandler med ærefrygt. Særligt iøjnefaldende er de hellige køer. Når man rører en ko, bliver man rituelt renset. Mange hinduer tror, at der kan ske en ophævelse af dårlig karma, når man udviser religiøs ærefrygt for koen.

### Frelse
For hinduen er det endegyldige mål at blive befriet fra Samsara. Livet i den fysiske verden betragtes som en lidelse, især i Upanishaderne. At livet betragtes som en lidelse hænger sammen med, at mennesket ifølge hinduismen aldrig vil finde en fuldstændig tilfredsstillelse for sit jordiske begær. Begæret ophører aldrig. Hvis man har fået opfyldt et begær (f.eks. et begær efter et stort hus), så får man bare et endnu større begær (f.eks. et begær efter et endnu større hus).
Befrielsen fra samsara kalder hinduen moksha. Men hvordan opnår man moksha? Det gør man ikke ved blot at gøre gode gerninger; for enhver gerning - god eller ond - vil binde sjælen til samsara, hvis gerningen er ledsaget af et begær. Og enhver gerning, der er ledsaget af et begær, skaber karma - og binder dermed én til samsara. Sjælen er nemlig - ifølge karmaloven - nødt til at modtage gerningens virkning (en bestemt skæbne) i samsara.
Men hvordan opnår man så frelsen? På dette punkt er der en forskel mellem Upanishaderne og Bhagavadgita. Ifølge Upanishaderne opnås frelsen ved erkendelse. Man skal erkende de højeste sandheder om tilværelsen. Man skal erkende, at der dybest set ikke findes nogen mangfoldighed i tilværelsen. I virkeligheden findes der kun brahman (det guddommelige), som er enheden i tilværelsen. Den mangfoldige, forskelligartede fysiske verden er en illusion ("maya").
Ifølge Upanishaderne skal man også erkende, at brahman og det inderste jeg (atman) er det samme. Derved kommer man ud over den lidelse, som findes i samsara.
I Upanishaderne nævnes yoga som en vej til frelse. Yoga er et system eller en teknik, der skal føre mennesket frem til befrielsen fra den fysiske verden. Gennem udøvelse af yoga forsøger man at undgå at blive knyttet til det jordiske. Man skal undgå at rette sine tanker, sin opmærksomhed og sine sanser mod den fysiske verden (herunder kroppen), så man ikke bliver knyttet til den. Der må i det hele taget ikke være noget i kroppen og den ydre verden, der kan distrahere eller forstyrre opmærksomheden.
Endemålet for yoga er, at sjælen (atman) løsriver sig fra den fysiske verden og og forenes med - smelter sammen med - brahman. Denne sammensmeltning (kaldt samadhi) kan man opnå allerede mens man lever i et fysisk legeme. I så fald har man en fysisk krop, men er alligevel i sin bevidsthed befriet fra den. Hvis man dør i denne vanskeligt opnåelige tilstand, er man endegyldigt frelst, dvs. befriet fra samsara.
Ifølge Bhagavadgita kan frelsen godt opnås ved erkendelse. Men den vej til frelse, som Bhagavadgita anbefaler som den bedste, er bhakti-vejen. Bhakti betyder "kærlighed til Gud" eller "hengivelse til Gud". Gennem en tillidsfuld fortrøstning til Gud opnår mennesket en nåde fra Gud, hvorved det bliver reddet ud af sjælevandringen (samsara).
Ifølge Bhagavadgita skal mennesket gøre alle sine handlinger som et offer, som en gave til Gud, i kærlighed til Gud. Mennesket skal ikke handle af hensyn til sig selv. Det skal ikke begære noget til sig selv. Det skal ikke handle for at få en løn for sin handling. Det skal bare gøre sin pligt.
Hvis mennesket således handler uden at begære handlingens frugt, så vil der ikke blive skabt nogen karma, siger Bhagavadgita. For det er ikke handlingerne i sig selv, der skaber karma, men det begær og de ønsker om belønning, der ledsager handlingerne. Og når der ikke bliver skabt nogen karma, så vil der ikke være noget, der binder mennesket til samsara. Mennesket vil i så fald hurtigt blive frelst.
Bhagavadgitas lære henvender sig til alle kaster og giver principielt alle mennesker mulighed for at nå frelsen.
Den endegyldige frelse fra samsara opnås først efter døden, og den indebærer, at man ikke mere fødes på jorden. Man er kommet ud over alt begær og al karma (fænomener, der tilhører samsara).
I nyhinduismen findes den tanke, at moksha også kan forstås som noget, der sker i det jordiske liv. Moksha kan opnås i bevidsthedstilstande, hvor den enkelte hæves op over omskiftelsernes verden og oplever enhed og evighed, og hvor tiden står stille.

### Brahman
Begrebet brahman kan defineres ved hjælp af forskellige ord: verdenssjælen, Gud, det guddommelige, den universelle guddommelige kraft, den forskelsløse enhed bag alt. Brahman gennemstrømmer alt og er enheden bag verdens mangfoldighed. Brahman er det fineste og mest ophøjede, der findes - en uudtømmelig fylde, en urokkelig lykke og den højeste virkelighed.
Brahman er den eneste sande virkelighed - den absolutte virkelighed. Det menneske, der har opnået den højeste erkendelse, indser, at kun brahman er virkelig og eksisterer. Alt andet er uvirkeligt og en illusion.

### Maya
Maya er begrebet for det uvirkelige - illusionen, blændværket. Maya omfatter ydre fænomener som stjerner, planeter, landskaber, dyr og planter - samt indre fænomener som begær, følelser og tanker.
Gennemsnitsmennesket regner i sin uvidenhed maya for at være virkelig. Men denne virkelighedsoplevelse er en illusion. Der er tale om en foreløbig, uegentlig virkelighed. Så længe man lever som et gennemsnitsmenneske, er den fysiske verden virkelig for én. Men når man opnår den højeste erkendelse, så opløses den fysiske verden for én og man ser den som den illusion, den er - ligesom hvis man vågnede op af en drøm.

### Atman
Atman er betegnelsen for sjælen - eller mere præcist sagt: menneskets inderste jeg, undertiden kaldt "selvet". Atman er den usynlige væsenskerne i mennesket - det der er uforanderligt i mennesket midt i de ustandselige forandringer gennem de mange liv i samsara.
I modsætning til atman er legemet, begærene og følelserne foranderlige og forgængelige. Det fysiske legeme er som en klædning, der slides i stykker og smides væk, når det er brugt op.
Det menneske, der opnår den højeste erkendelse, indser, at atman er identisk med brahman. Det enkelte menneskes atman er som en dråbe i det guddommelige hav, som gennemstrømmer alt. I kraft af atmans identitet med brahman har mennesket mulighed for at opleve enheden i alt og forbundetheden med alt. Denne lære er specielt fremherskende i Upanishaderne.

### Samadhi
Sammensmeltningen af atman og brahman kaldes samadhi. Det menneske, der opnår samadhi-tilstanden, oplever, at den fysiske verden opløses i intethed, i illusion. Det menneskes bevidsthed bliver fuldstændig opfyldt af, sammensmeltet med, ét med den højeste virkelighed: brahman. Subjekt (atman, bevidstheden) og objekt (brahman, Gud, altet) smelter sammen og bliver ét.
Samadhi kan opnås, mens man stadig lever på jorden. I så fald lever man i sit legeme, samtidig med at man i sin bevidsthed har frigjort sig fra det jordiske liv.

### Guder
Hinduismen er kendt for sin mangfoldighed af guder og gudinder. Troen på guder giver en ramme for etiske retningslinjer, da handlinger ofte ses som en del af ens forhold til det guddommelige og som en vej mod åndelig fremskridt og åndelig frigørelse (moksha).
Forskellige hinduer tilbeder forskellige guder, alt efter deres personlige præferencer og efter regionale traditioner.
Her er nogle af guderne:
- Brahma (skaberen, gift med Sarasvati (visdomsgudinden))
- Vishnu (opretholderen, gift med Lakshmi (skønheds- og kærlighedsgudinden))
- Shiva (både ødelægger og velgører), gift med Parvati (gudinden for energi og kraft))
- Murugan (krigsgud)
- Ganesha (visdommens, intelligensens og undervisningens gud)
- Yama (dødsguden)
- Indra (gud for skabelse og krig).
- Dyaus (Indras far og himmelgud, gift med Prithvi (Jordens gudinde))
- Usha (gud for daggry og nordlysene)
- Agni (ildgud)
- Vayu (vindgud)
- Surya (solens gud)
- Chandra eller Soma (månens gud)
- Mithra (gud for venskab)
- Aryamana (gud for ære)
- Rudra (gud for vin og vrede)
- Kama (gud for lidenskab og begær)
- Kali (dødsgudinden)
- Krishna (den højeste gud i Krishna-hinduismen)

Nogle hinduer betragter disse guder som selvstændige personlige guder. Andre hinduer forstår guderne som forskellige fremtrædelsesformer for brahman.
En variant af denne tanke er læren om trimurti (sanskrit: त्रिमूर्ति, tre former, treenighed), der går ud på, at de tre betydeligste guder i hinduismen - Brahma, Vishnu og Shiva - repræsenterer tre sider eller aspekter af brahman: det skabende, det opretholdende og det ødelæggende aspekt.